# Sztossingery EP
Sztossingery EP – remiksowy minialbum polskiego rapera Belmondawga, stworzony we współpracy z kolektywem twórców muzyki elektronicznej The Very Polish Cut-Outs, wydany 4 listopada 2022 wspólnym nakładem The Very Polish Cut-Outs i oficyny Poppyn. Zawiera remiksy utworów z minialbumu Belmondawga Hustle As Usual.

## Historia
Wydawnictwo zostało zapowiedziane 2 sierpnia 2022 roku, gdy na kanale The Very Polish Cut-Outs w serwisie YouTube pojawił się remiks utworu „Pappardelle all'arrabbiata” autorstwa Schmoltza, wraz z informacją, że Sztossingery EP zostanie wydane w formie winyla oraz w streamingu. Kolektyw wcześniej planował już spróbowanie współpracy z raperem, a Belmondawg, który rok wcześniej wydał doskonale przyjęty minialbum Hustle As Usual, uznany został za idealnego kandydata. Expo 2000, reprezentujący Poppyn producent oryginalnego materiału, odrzucał wcześniejszej propozycje zremiksowania H.A.U., jednak przekonał go fakt, że za projekt mieli odpowiadać właśnie TVPCO. Po wyrażeniu zgody przez Belmondawga, członkowie kolektywu wykonali blisko dwadzieścia remiksów, z których sześć trafiło na płytę, dodatkowo siódmy załączono jako dodatek do wersji w streamingu.

## Lista utworów
Źródło.
1. „Pappardelle all'arrabbiata (Schmoltz Viva Italia remix)” – 6:34
2. „Te tereny (Niemocy remix)” – 5:32
3. „Wte i wewte (Speek remix)” – 5:25
4. „Poppyn Universe (Polotronic remix)” – 6:01
5. „Agnihotra (Tamten version)” – 5:18
6. „Te tereny (Pejzaż remix)” – 3:58
7. „CAPTCHA (Karol Aleksander Remix)” – 4:13 (utwór bonusowy)

## Twórcy
Źródło.
- Tytus „Belmondawg” Szyluk – wokal i słowa
- Alik „Schmoltz” Chomiak – produkcja (1)
- Filip Awłas (Niemoc) – produkcja (2)
- Michał Drozda (Niemoc) – produkcja (2)
- Radosław Reguła (Niemoc) – produkcja (2)
- „Speek” – produkcja (3)
- Grzegorz „Polotronic” Lipiński – produkcja (4)
- Matt „Tamten” Brzeźny – produkcja (5)
- Bartosz „Pejzaż” Kruczyński – produkcja (6)
- Karol Aleksander Byra – produkcja (7)
- Jakub „Yomen” Marchewka – wokal i słowa (4)
- Marco Pellegrino – mastering
- Bartosz Szymkiewicz – oprawa graficzna